# برايان هاريس
برايان هاريس (بالإنجليزية: Brian Harris)‏ هو مدرب كرة قدم ولاعب كرة قدم بريطاني، ولد في 16 مايو 1935 في Bebington ‏ في المملكة المتحدة، وتوفي في 17 فبراير 2008 في Chepstow ‏ في المملكة المتحدة. لعب مع كارديف سيتي ونادي إيفرتون ونيوبورت كونتي.